# Batalla de Ixtlahuaca
La Batalla de Ixtlahuaca, episodio de la guerra mexicana de Reforma, tuvo lugar el 18 de septiembre de 1858 en el municipio de Ixtlahuaca, en el Estado de México, entre fuerzas del ejército liberal y fuerzas del ejército conservador. La victoria correspondió al bando liberal. 
El brigadier liberal, Manuel García Pueblita, entonces comandante de la división de Michoacán se encontraba cerca de San Felipe del Progreso cuando información militar le notificó que se encontraba una fuerza conservadora guarnecida en el poblado de Ixtlahuaca. Dirigió rápidamente a sus tropas a aquella localidad, arribando el 18 de septiembre de 1858 a las 10:00 horas misma hora en que se comenzó la batalla, que terminó aproximadamente a las 13:30 horas Pueblita logra la victoria y gana la plaza, retirándose a la Hacienda de Tepetitlán, lugar desde donde rinde su parte a Benito Juárez.
- Datos: Q2881127